# Evlija Čelebi in voda življenja
Evlija Čelebi in voda življenja (izvirno turško Evliya Çelebi ve Ölümsüzlük Suyu) je Turški animiran film studia Anibera iz leta 2014, ki sta ga režirala Serkan Zelzele. Glavnim likom so glasove posodili Haluk Bilginer, Nurseli İdiz, Ahmet Kural in Murat Cemcir.

## Igralci
- Haluk Bilginer: Evlija Čelebi
- Nurseli İdiz: kraljica Kleopatra
- Ahmet Kural: vrana Kamil
- Murat Cemcir: vrana Hakkı
- Cengiz Küçükayvaz: štorklja Wingo
- Engin Alkan: dedek
- Güven Hokna: babica
- Füsun Özgeç: mali fant Can
- Yıldırım Bayazıt: vezir
- Sevinç Erbulak: dopisnik Suna
- Mesut Uz: komisar Kemal
- Faruk Akgören: vrana Fahrettin
- Kadir Çermik: snemalec Cingöz
- Sevinç Sırma: vrabec